# Monte Thielsen
El monte Thielsen (en inglés: mount Thielsen), también conocido como «cuerno de vaca» (cowhorn), es un volcán en escudo extinto estadounidense localizado en la cordillera de las Altas Cascadas, en el estado de Oregón, cerca del monte Bailey. Debido a que la actividad volcánica terminó hace unos 250 000 años, los glaciares se han apoderado de su estructura, creando abruptas cuestas y un pico piramidal. Su puntiaguda forma hace que atraiga rayos, por lo que se crea fulgurita, un mineral poco común. El notorio cuerno constituye un punto de atracción en el área natural del monte Thielsen, una reserva para actividades recreativas como el esquí y el senderismo.
Fue producido mediante subducción de la placa de Juan de Fuca bajo la placa norteamericana. El vulcanismo de la zona data de hace unos 55 millones de años y se extiende desde la Columbia Británica hasta California. Las Altas cascadas están formadas por volcanes de menos de 3.5 millones de años, además de que el Thielsen es uno de los pocos extintos caracterizados por una cima puntiaguda.
El área que lo rodea al principio estuvo habitada por los nativos de una tribu chinook y fue descubierto posteriormente por colonos polacos. Uno de los visitantes fue Jon Hurlburt, un primitivo explorador que nombró al monte en honor al ingeniero Hans Thielsen. Otros descubridores encontraron más tarde el lago del Cráter cerca de aquel territorio. El volcán no fue analizado hasta 1884, cuando un equipo del Servicio Geológico de Estados Unidos tomó muestras de sus depósitos de fulgurita.

## Historia

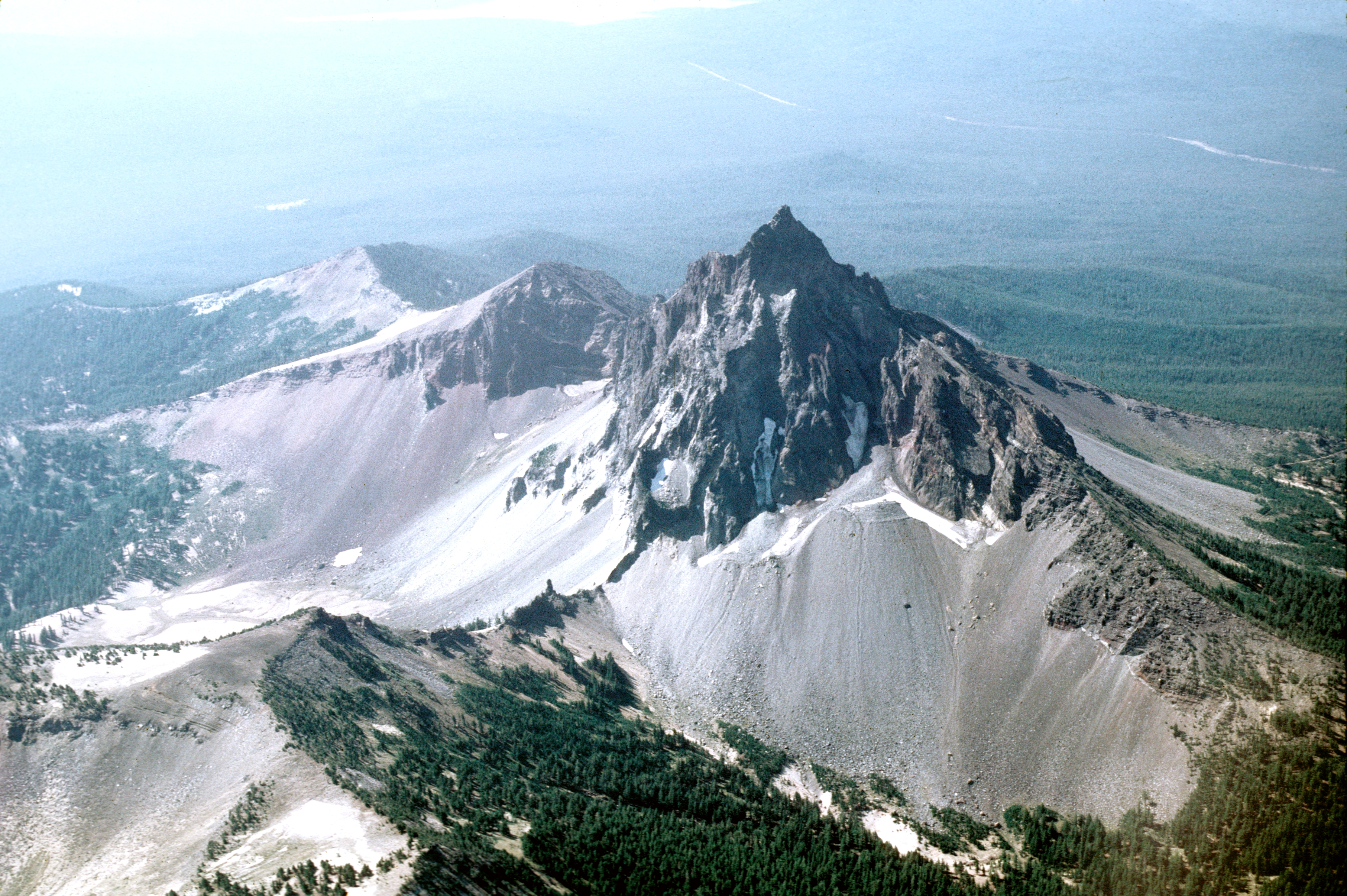
El Thielsen visto desde el aire.

Originalmente, el área estuvo habitada por los nativos americanos chinook, que denominaron a la montaña como «Hischokwolas», que en idioma klamath-modoc se llamaba «hisc'akwaleeas». Jon Hurlburt, un explorador polaco, lo renombró como «Thielsen» en honor a Hans Thielsen, un ingeniero civil y constructor que tuvo mucha relevancia en la línea ferroviaria de California y Oregón.
En 1884, un equipo del Servicio Geológico de Estados Unidos dirigido por J. S. Diller empezó a estudiar las montañas de la cordillera de las Cascadas. Entre los destinos que planeaba visitar se incluía el Thielsen, que se escaló y del que se tomaron muestras de sus variantes de fulgurita. La forma puntiaguda de su cima suele ser golpeada por rayos que deshacen algunas rocas, y dan lugar a un mineraloide conocido como lechatelierita, una variedad de fulgurita. De esta forma, el monte se ha ganado el sobrenombre de «vara iluminada».
Dejando este estudio a un lado, el Thielsen y el área del lago del Cráter destacaron por su exploración en los siglos XIX y principios del XX. En 1853, mineros de Yreka describieron primero el lago; uno lo denominó como «el agua más azul que [él] había visto» y otro como «el profundo lago azul». La primera cita fue pronunciada por Chauncy Nye para el Jacksonville Sentinel en 1862. Este recuerda una exploración de buscadores de oro por donde ellos pasaron un lago azul profundo. Los nativos americanos vivieron en la zona y eran muy irascibles frente a la llegada de nuevos pobladores. En 1865, Fort Klamath fue construido como un santuario protector. Una carretilla de raíl fue construida para conectar el valle Rogue con el edificio. A finales de ese mismo año, dos cazadores se atrevieron a ir al lago; posteriormente, otros exploradores les siguieron. Por aquel entonces, el lago se hizo famoso por su distintivo color y por las multitudes que iban a verlo. El primer no nativoamericano que estuvo en la orilla del lago del Cráter fue el sargento Orsen Stearns, que descendió hasta la caldera. Un amigo, el capitán Franklin B. Sprague, le dio el nombre de «lago Majestad». El turismo por allí continuó hasta el 22 de mayo de 1902; ese día, Theodore Roosevelt lo declaró parque nacional.

## Geografía

### Regional

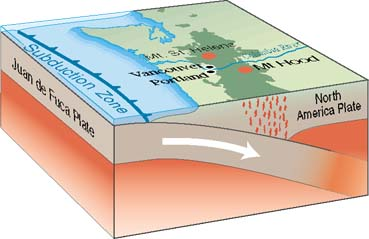
La placa Juan de Fuca se subduce bajo la norteamericana, generando un diverso y gradual vulcanismo.

La cordillera de las Cascadas fue creada mediante la subducción entre la placa norteamericana y la de Juan de Fuca. La actividad volcánica ha tomado lugar durante 36 millones de años, aproximadamente; la cercana cordillera Challis presenta formaciones de hasta 55 millones de años. Muchos geólogos creen que la actividad en la de las Cascadas ha sido más o menos intermitente, llegando a producir hasta 3000 calderas en el mismo momento. La frecuencia del vulcanismo en los últimos 10 000 años ha creado macizos desde el monte Garibaldi en la Columbia Británica hasta el Lassen en el norte de California. Existen algunas diferencias destacables de un estado a otro, como las cordilleras volcánicas que van desde grandes volcanes a pequeñas zonas de escasos destacamentos geológicos, como volcanes en escudo y conos de escoria. Los volcanes de las Cascadas están divididos en dos zonas: las Altas cascadas y las Cascadas occidentales. El Thielsen se ubica en la primera, al este de la segunda.

### Local

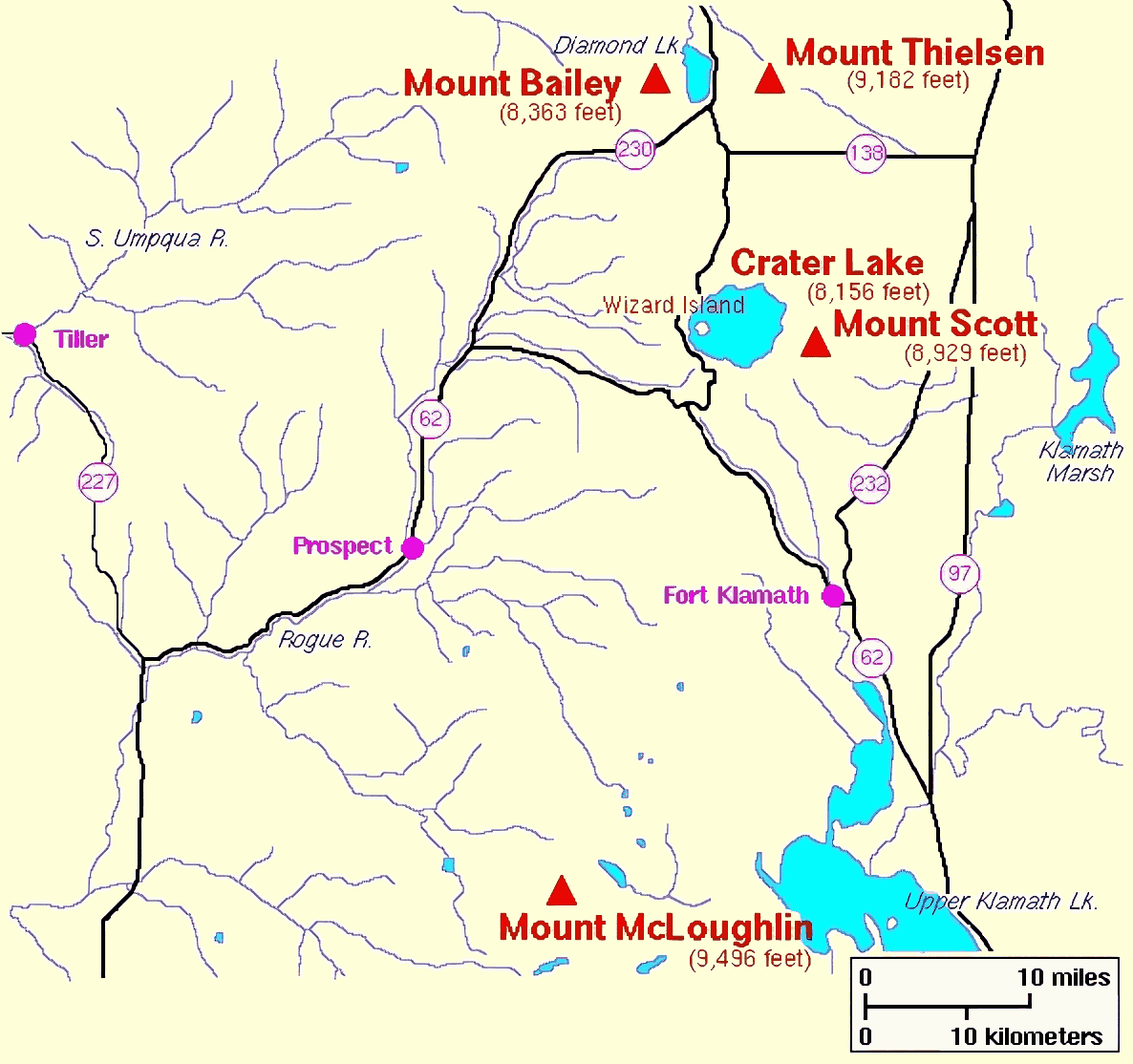
Este mapa de la cordillera de las Cascadas en el sur de Oregón ubica varios de los volcanes más grandes alrededor del Thielsen.

El lago Diamante, formado por una de las erupciones del Thielsen, limita al oeste con este monte y más allá con el Bailey, un estratovolcano más joven y menos erosionado. La afilada cima del Thielsen es un lugar destacable del skyline visible desde el parque nacional del Lago del Cráter. Esos tres forman parte de las Altas cascadas de Oregón, una cadena montañosa que disgrega a los estratovolcanos que son más jóvenes de 3.5 millones de años. Las Altas cascadas incluyen el monte Jefferson, las Tres Hermanas, la Cima Rota y otro tipo de estratovolcanos.
Se calcula que las rocas en la zona se crearon entre el Plioceno superior y el período Cuaternario. El basalto y la andesita basáltica constituyen volcanes más nuevos sobre las Altas cascadas: mayores centros volcánicos, incluyendo el monte Hood, la Cima rota-Tres hermanas, el monte Mazama —en el lago del Cráter— y el Jefferson. Todos han producido diversas erupciones, incluyendo flujos de lava y piroclastos, además de varias composiciones entre la dacita, el basalto y también riolita —a excepción del Hood, que no se han hallado restos de este último—. El Thielsen forma parte de una serie de volcanes extintos en Oregón denominados «Matterhorns», debido a la forma puntiaguda de su pico; es el más alto de estos (2799 m). De este tipo también son el monte Washington, el Three Fingered Jack, el Bailey y el pico Diamante. A diferencia de otras montañas de las Altas cascadas, estos volcanes se extinguieron entre 250 000 y 100 000 años atrás, y sus cumbres soportaron las últimas glaciaciones, lo que explica la variedad de formas que tienen.

## Geología
El Thielsen ha sido tan profundamente erosionado por glaciares que no tiene cráter en su cumbre, sino que este acaba en forma de cuerno. Se trata de un volcán relativamente viejo en la cordillera y sus erupciones pararon hace ya muchos años. Los efectos de la erosión causada durante las últimas dos o tres glaciaciones aún son visibles. Es más, la subsidencia del último material en el cráter del monte movió su lava más reciente más de 300 m sobre el cráter activo.
En cuanto a las corrientes de lava que fluían sobre las montañas, estas eran muy diversas, ya que algunas podían tener hasta diez metros de ancho, pero en cambio otras eran de unos 30 cm. Algunas figuras amontonadas compuestas de brechas formaron depósitos que podían medir hasta 100 m de grosor. La ubicación de las mencionadas corrientes sugieren que fueron creadas mediante salpicaduras producidas por fuentes de lava del cono. Por su parte, sobre los lados del monte descansan bandas de palagonita, una arcilla formada a partir de piroclastos ricos en hierro, cubriendo el cuerpo del volcán. Una muestra de basalto obtenido de la montaña contenía piroxeno, hiperstena y feldespato.

### Composición
El cono volcánico del monte Thielsen se asienta sobre volcanes en escudo que existieron antes y tiene un volumen de 8.3 km³. Este fue construido a partir de andesita basáltica —un componente común en este tipo de volcanes en las cascadas de Oregón—, brecha y toba, y está encajado por diques. Además, se produjo una fusión de un cono volcánico debido a la erupción de piroclastos y la expulsión de lava. Los glaciares obstruyeron y deformaron aquel cono, erosionando su parte superior; eso fue lo que provocó la apertura del interior del Thielsen por lo que se puede observar en la actualidad. Son fácilmente visibles sus depósitos de lava y piroclastos, así como estratos de tefra y ceniza volcánica. La datación potasio-argón de los depósitos insinúa que el Thielsen tiene como mínimo 290 000 años y cómo sus erupciones pararon hace entre 250 000 y 100 000 años, su período de actividad ha sido corto. Por tanto, hay tres fases al respecto: al principio solo salían corrientes de lava, en el segundo solo se producían explosiones de piroclastos y, finalmente, cuando su labor forma los depósitos de materiales.

### Glaciación
Los glaciares estuvieron presentes en el volcán hasta el final de la Pequeña Edad de Hielo, a principios del siglo XX. Los del Pleistoceno han erosionado en gran medida su caldera, quedando parte de su interior al descubierto. El pequeño glaciar Lathrop, en la parte norte del circo del monte, es el único existente a día de hoy. Mientras la glaciación se expandía, las cenizas volcánicas a causa de la actividad del monte Mazama casi han cubierto su interior.

### Fulguritas
Las fulguritas —sustancias que se forman con la fusión de las rocas por el impacto de los rayos— sobre el volcán solo se ubican en su parte más alta, a unos 2 o 3 m de la cumbre. Los rayos impactan en su cima, creando terrenos más o menos negros parecidos a las «manchas grasientas de la pintura de esmalte». Estos [terrenos] oscilan entre unos pocos centímetros de diámetro a largas y estrechas líneas de unos 30 cm. Además, la apariencia de estos también varía, ya que pueden ser desde ásperos y mullidos, a otros lisos. La inspección de la fulgurita revela un vidrio homogéneo sobre una capa de basalto; entremedias, se puede observar un estrato hecho de materiales como el feldespato, piroxeno o el olivino.

## Ecología

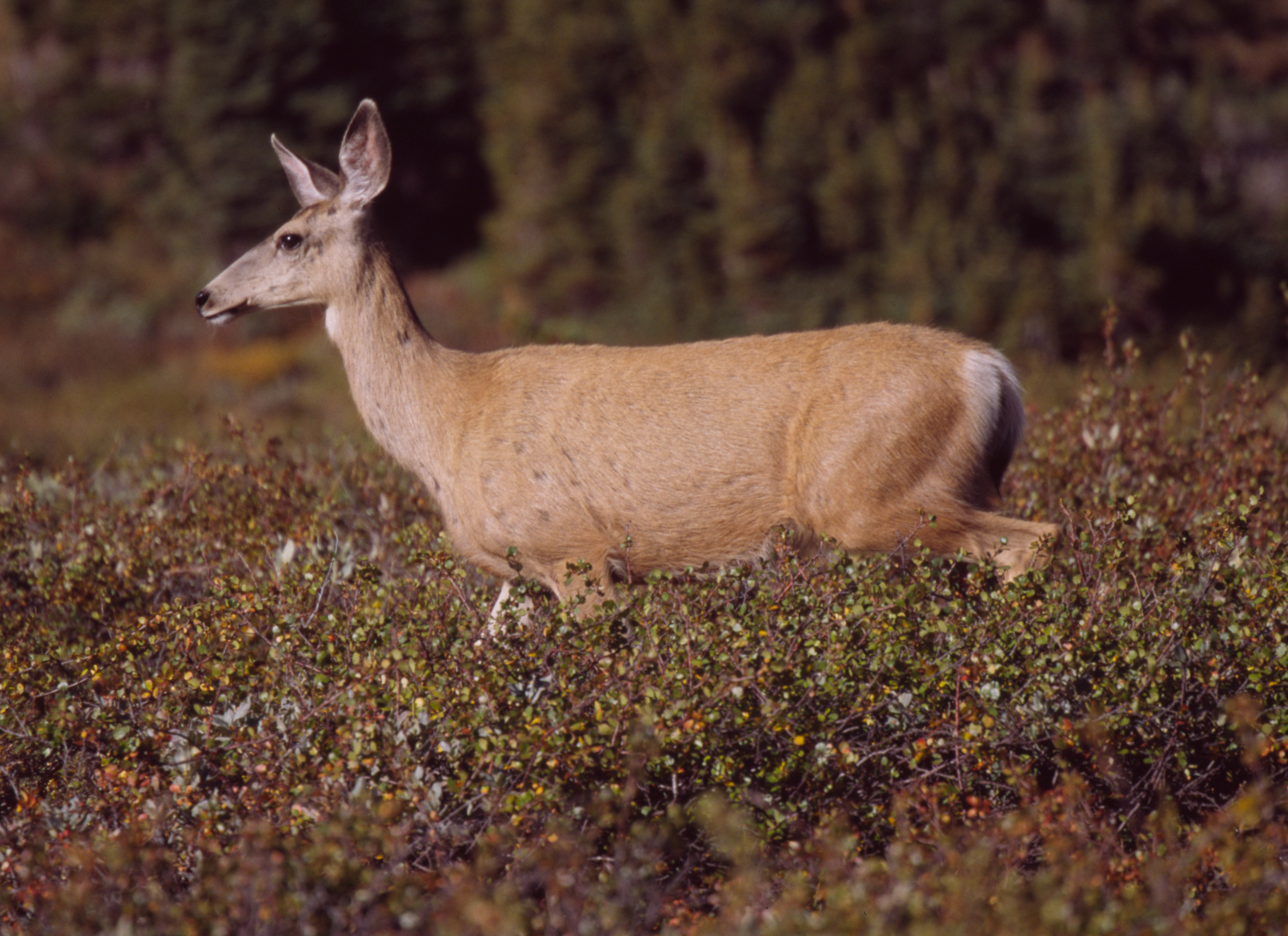
Los ciervos mulos son conocidos por habitar el bosque circundante al Thielsen.

Una arboleda de enormes cedros existe cerca del lago Diamante y hay un bosque de Pinus ponderosa en el próximo Emile Big Tree Trail. El bosque nacional Umpqua destaca por los helechos de espada occidental y abetos de Douglas. El alce de las Montañas Rocosas, antílope americano, ciervo mulo, lince rojo, oso negro y el puma son especies que viven en el Bosque nacional Fremont-Winema. Los ríos del bosque contienen poblaciones de truchas, mientras que los lagos albergan percas americanas. Allí también se encuentran algunas especies de aves como el ánade real, águila calva, barnacla canadiense y el cisne chico. El halcón peregrino y el Catostomus warnerensis algunas veces suelen hallarse en esta zona.
Las bajas laderas del monte han sido duramente forestadas, con poca diversidad de especies vegetales. Un bosque de Tsuga mertensiana y abetos creció en la línea arbórea a unos 2200 m. Ya cerca de la cumbre, prevalecen pinos de corteza blanca.

## Uso recreativo
El monte limita en su zona sur con el área natural del monte Thielsen, que es parte de los bosques Deschutes, Umpqua y Fremont-Winema. Al oeste, la naturaleza limita con el área recreativa de las Cascadas de Oregón, con una superficie de 406 628 km² colocada aparte por el Congreso en 1984. En aquel territorio se ofrecen actividades relacionadas con la montaña, como el senderismo y el esquí. La tierra salvaje ocupa 86.1 km² alrededor del volcán, incluyendo lagos y parques alpinos. También contiene 26 km del sendero de la Cresta del Pacífico, accesible a lo largo de la ruta de Oregón 138. En 2009, la ruta fue seleccionada como la mejor del estado para el excursionismo. A su vez, existen tres pistas de esquí, todas con la clasificación «diamante negro». Varios caminos siguen hasta el cráter de la montaña.